# Skarðatindur (bergstopp i Island, lat 64,09, long -16,84)
Skarðatindur är en bergstopp i republiken Island. Den ligger i regionen Austurland, 240 km öster om huvudstaden Reykjavík. Toppen på Skarðatindur är 1 385 meter över havet.
Trakten runt Skarðatindur är nära nog obefolkad, med mindre än två invånare per kvadratkilometer. Trakten runt Skarðatindur är permanent täckt av is och snö.